# 27 липня
27 липня — 208-й день року (209-й у високосні роки) за григоріанським календарем. До кінця року залишається 157 днів.

## Свята і пам'ятні дні

### Національні
- Україна: День медичного працівника
- В'єтнам: День пам'яті жертв.
- США:
  - Національний день шотландського віскі.
  - День гострого хот-дога та День крем-брюле.
- Північна Корея: День перемоги у Вітчизняній визвольній війні 1950-1953.

### Релігійні

#### Християнство
Католицизм
- День святих семи сплячих отроків.
- День Святого Пантелеймона.
- День Святого Целестина I.

Православ'я
- Великомученика і цілителя Пантелеймона.
- Преподобної Анфіси, ігумені, і 90 сестер її.
- Преподобного Германа Аляскинського.
- Рівноапостольного Климента, єпископа Охридського, Наума, Сави, Горазда й Ангеляра.

### Іменини
Православ'я: Пантелеймон

## Події
- 971 — мирний договір між князем Святославом та візантійським імператором Цимісхієм.
- 1054 — Сівард окупує Шотландське королівство, щоб допомогти Малкольму ІІІ в боротьбі проти Макбета, який узурпував владу, що належала батькові Малкольма — королю Дункану І.
- 1147 — Климентія Смолятича обрано митрополитом руської (української) церкви.
- 1214 — битва при Бувіні
- 1532 — загальноімперський рейхстаг у Регенсбурзі затвердив перший загальноімперський кримінальний і кримінально-процесуальний кодекс «Кароліну».
- 1586 — англійський мореплавець Волтер Релі вперше завіз в Королівство Англія тютюн із американської колонії у Вірджинії.
- 1606 — в Порт-Роялі засновано першу в Канаді постійну французьку колонію.
- 1656 — Філософа Б. Спінозу відлучили від єврейської громади і вигнали з свого дому в Амстердамі за єретичні погляди.
- 1672 — гетьман Петро Дорошенко розбив військо Речі Посполитої біля Четвертинівки.
- 1675 — османи штурмом взяли Збараж.
- 1694 — актом парламенту заснований Банк Англії.
- 1830 — у Франції почалася Липнева революція.
- 1834 (15 липня за Юліанським календарем) — відкрито Київський імператорський університет св. Володимира (нині Київський національний університет імені Тараса Шевченка) Навчання у Київському університеті розпочали перші 62 студенти.
- 1890 — застрелився голландський художник Вінсент ван Ґоґ.
- 1900 — американський гастроном Луї Лессінг у своєму рідному місті Нью-Гейвен продав перший гамбургер.
- 1919 — махновці вбивають отамана українського війська за часів Громадянської Війни Никифора Григор'єва.
- 1921 — Фредерік Грант Бантінг виступив з доповіддю про отримання інсуліну.
- 1936 — створено Інститут історії України.
- 1949 — пропагандивний рейд підвідділу УПА під командуванням сотника «Хмари» в Румунію. Метою рейду було інформування населення Румунії про мету визвольної боротьби українців проти спільного ворога — комуністичного окупаційного режиму, а також закликати українське і румунське населення на території Румунії до спільної боротьби. Після завершення рейду попри те, що радянський кордон був щільно обсаджений військами МВД повстанці, завдяки вмілому командуванню «Хмари», без втрат повернувся на місце постою.
- 1953 — у Пханмунджомі підписана угода про перемир'я на Корейському півострові, яка поклала край бойовим діям Корейської війни.
- 1974 — Президент США Річард Ніксон звинувачений у перешкоді правосуддю, після того як він відмовився віддати плівки з інформацією, повязаною з вотерґейтським скандалом.
- 1991 — У Києві створено Спілку офіцерів України.
- 2002 — «Скнилівська трагедія» (під час авіашоу на Скнилівському летовищі (Львів) зазнав катастрофи літак Су-27, вбивши 77 і поранивши понад 400 людей), найбільша в історії катастрофа на авіашоу.
- 2006 — Приблизно о 16:00 в Секретаріаті Президента був скликаний Загальнонаціональний круглий стіл за ініціативою Президента України.
- 2006 — Intel представив перший процесор лінійки Core 2.
- 2012 — відкрилися XXX Літні Олімпійські ігри в Лондоні.

## Народились
Дивись також Категорія:Народились 27 липня
- 774 — Кукай, визначний японський монах, засновник буддистської школи Сінґон-сю в Японії.
- 1667 — Йоганн Бернуллі, швейцарський математик.
- 1810 — Василь Завойко, російський адмірал українського походження, перший військовий губернатор Камчатки.
- 1824 — Александр Дюма (син), французький письменник (драматург, прозаїк, поет), член Французької академії.
- 1835 — Джозуе Кардуччі, італійський поет, лауреат Нобелівської премії (1906) (Ямби і еподи, До Сатани; †16.02.1907).
- 1838 — Банкімчандра Чаттопадхай, бенгальський громадський діяч, поет, письменник, журналіст, композитор часів Бенгальського Відродження.
- 1843 — Володимир Хиляк, український письменник.
- 1853 — Володимир Короленко, письменник і громадський діяч.
- 1867 — Енріке Гранадос, іспанський композитор і піаніст.
- 1892 — Володимир Кабачок, педагог, музикант, диригент, організатор Полтавської капели бандуристів.
- 1895 — Володимир Герасименко, український літературознавець.
- 1903 — Міхаіл Стасінопулос, грецький політик, письменник, перекладач.
- 1904 — Людмила Руденко, українська та радянська шахістка, друга в історії шахів і перша серед українських шахісток чемпіонка світу серед жінок.[2]
- 1906 — Єжи Ґедройць, польський громадський діяч і публіцист, прихильник польсько-української співпраці (+ 14 вересня 2000)
- 1910 — Жульєн Грак, французький письменник.
- 1912 — Олег Лисяк, український прозаїк, драматург, журналіст.
- 1927 — Галина Биченюк, українська поетеса.
- 1929 — Іван Гнатюк, український поет, прозаїк, перекладач.
- 1929 — Хосе Гонсальво Вівес, іспанський скульптор.
- 1931 — Юрій Коваленко, український живописець, графік, педагог. Батько живописця Андрія Коваленка.
- 1931 — Ада Рибачук, художник-монументаліст, скульптор і графік. Разом із Володимиром Мельниченком є автором замурованої «Стіни Пам'яті» на Байковому кладовищі.
- 1935 — Володимир Юрчишин, український митець-графік, майстер книжкового оформлення.
- 1937 — Володимир Дячков, український письменник, критик, публіцист.
- 1938 — Гері Гайгекс, американський письменник і ігровий дизайнер.
- 1940 — Піна Бауш, німецький хореограф
- 1965 — Хосе Луїс Чилаверт, парагвайський футболіст.
- 1965 — Наталія Половинка,  українська актриса, співачка, лауреат Національної премії України імени Тараса Шевченка.

## Померли
Дивись також Категорія:Померли 27 липня
- 1077 — Шао Юн, китайський філософ та поет часів династії Сун.
- 1216 — Камо но Тьомей, японський аристократ, поет, письменник і музикант кінця періоду Хейан — початку періоду Камакура.
- 1866 — Євген Буковецький, український живописець, ініціатор створення Товариства художників імені Киріака Костанді (†1948).
- 1909 — Каєтан Абґарович, польський письменник вірменського походження.
- 1924 — Ферруччо Бузоні, італійський композитор, піаніст, диригент і музичний педагог.
- 1946 — Гертруда Стайн, американська письменниця.
- 1953 — Іван М'ясоєдов, український художник, представник символізму й модерну, творець поштових марок.
- 1960 — Етель Ліліан Войнич, ірландська письменниця, перекладачка українських творів.
- 1962 — Річард Олдінгтон, англійський поет і прозаїк.
- 1974 — Микита Годованець, український поет-байкар.
- 1981 
  - Юхим Мартич, український радянський письменник.
  - Вільям Вайлер, американський кінорежисер, продюсер, сценарист. Відомий за фільмами Буремний перевал, Римські канікули, Як украсти мільйон.
- 1984 — Джеймс Мейсон, англійський актор, сценарист і продюсер.
- 2003 — Боб Гоуп, американський комік, актор кіно й драматичного театру, теле- і радіо-ведучий.
- 2005 — Степан Ткачук, український громадський діяч у Румунії, поет, перекладач.
- 2008 — Юсеф Шахін, режисер, класик єгипетського кіно.
- 2018 — Юрій Шундров, український хокейний воротар.
- 2019 — Роман Вірастюк, український легкоатлет і спортивний функціонер.